# Rhoadsia
Rhoadsia és un gènere de peixos de la família dels caràcids i de l'ordre dels caraciformes.

## Taxonomia
- Rhoadsia altipinna (Fowler, 1911)
- Rhoadsia minor (Eigenmann & Henn, 1914)[2][3][4][5][6][7][8][9]